# Alfred Horn (Mathematiker)

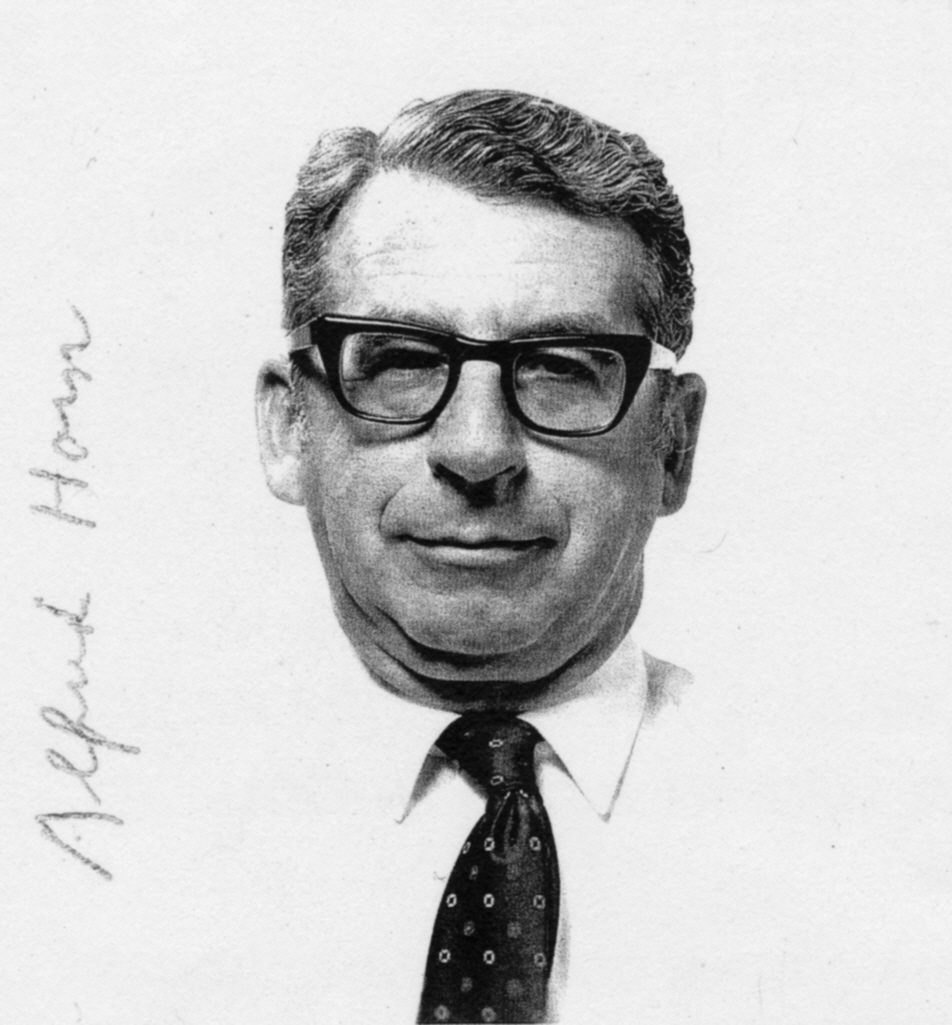
Alfred Horn

Alfred Horn (* 17. Februar 1918 in Lower East Side, Manhattan, in New York; † 16. April 2001 in Pacific Palisades, Kalifornien) war ein amerikanischer Mathematiker. In seinem 1951 veröffentlichten Werk On sentences which are true of direct unions of algebras führte er die Horn-Klauseln und Horn-Formeln ein, die ab den 1970er Jahren die Grundlage für die logische Programmierung bildete.

## Leben
Alfred Horn wuchs in Manhattan auf. Seine Eltern waren beide taub, und Horns Vater starb, als Alfred drei Jahre alt war. Später zog er nach Brooklyn, wo er den Großteil seiner Kindheit verbrachte.
Er besuchte das City College of New York und später die New York University, wo er den Master-Grad für Mathematik erhielt. 1946 erhielt er den Ph. D. an der University of California, Berkeley mit einer Schrift über die Lösungen von Integralgleichungen: The Asymptotic Behavior of Solutions of Integral Equations. 1947 wurde er Professur für Mathematik an der University of California in Los Angeles, wo er bis zu seinem Ruhestand 1988 blieb. Er veröffentlichte 35 Werke.
Im Jahr 2001 starb er an Prostatakrebs, an dem er bereits acht Jahre zuvor erkrankt war.